# Адзаи Нагамаса
Адзаи Нагамаса (1545—1573 г, период Сэнгоку) — японский военно-политический деятель периода Сэнгоку.
Его клан, Адзаи, располагался в северной провинции Мими, к востоку от озера Бива. Он был зятем Оды Нобунага с 1564 года, и одним из врагов Нобунаги с 1570 по 1573. Нагамаса и его клан были уничтожены Одой Нобунагой в августе 1573. Основные битвы Адзаи Нагамаса включают битву при Анэгаве в 1570 и многочисленные осады замка Одани 1570—1573 годах.

## Биография
Преемник самурайского рода Адзаи. Показав себя способным командиром, Нагамаса отвоевал у клана Роккаку земли, издавна принадлежавшие дому Адзаи. В процессе подписания союза с Ода, Нагамаса женился на Оити — сестре Оды Нобунаги. Оити родила Нагамасе четырёх детей — сына и трёх дочерей. В 1570 г. Ода объявил войну дому Асакура, с которым у Адзаи был подписан союз, и Нагамаса был вынужден выступить в поддержку Асакура, поскольку он имел с ними давние связи. В августе 1570 г. Нобунага Ода вместе с союзными силами Токугавы встретился с Адзаи и Асакура при Анэгаве; хотя первый поход Нобунаги и не был удачным, в итоге Адзаи и Асакура потерпели поражение, потеряв большую часть своего войска.
В августе 1573 г. Нобунага Ода в битве за замок Итидзиодани истребил весь род Асакура, после чего отправил все войска на устранение рода Адзаи. В крепости Одани Нагамаса, оказавшись в безвыходном положении, совершил сеппуку. Его 10-летнего наследника Ода Нобунага жестоко убил. На этом род Адзаи угас.
Одна из дочерей Нагамасы, известная как госпожа Ёдо, стала наложницей Тоётоми Хидэёси и матерью Тоётоми Хидэёри.